# カワサキ・ゼファー

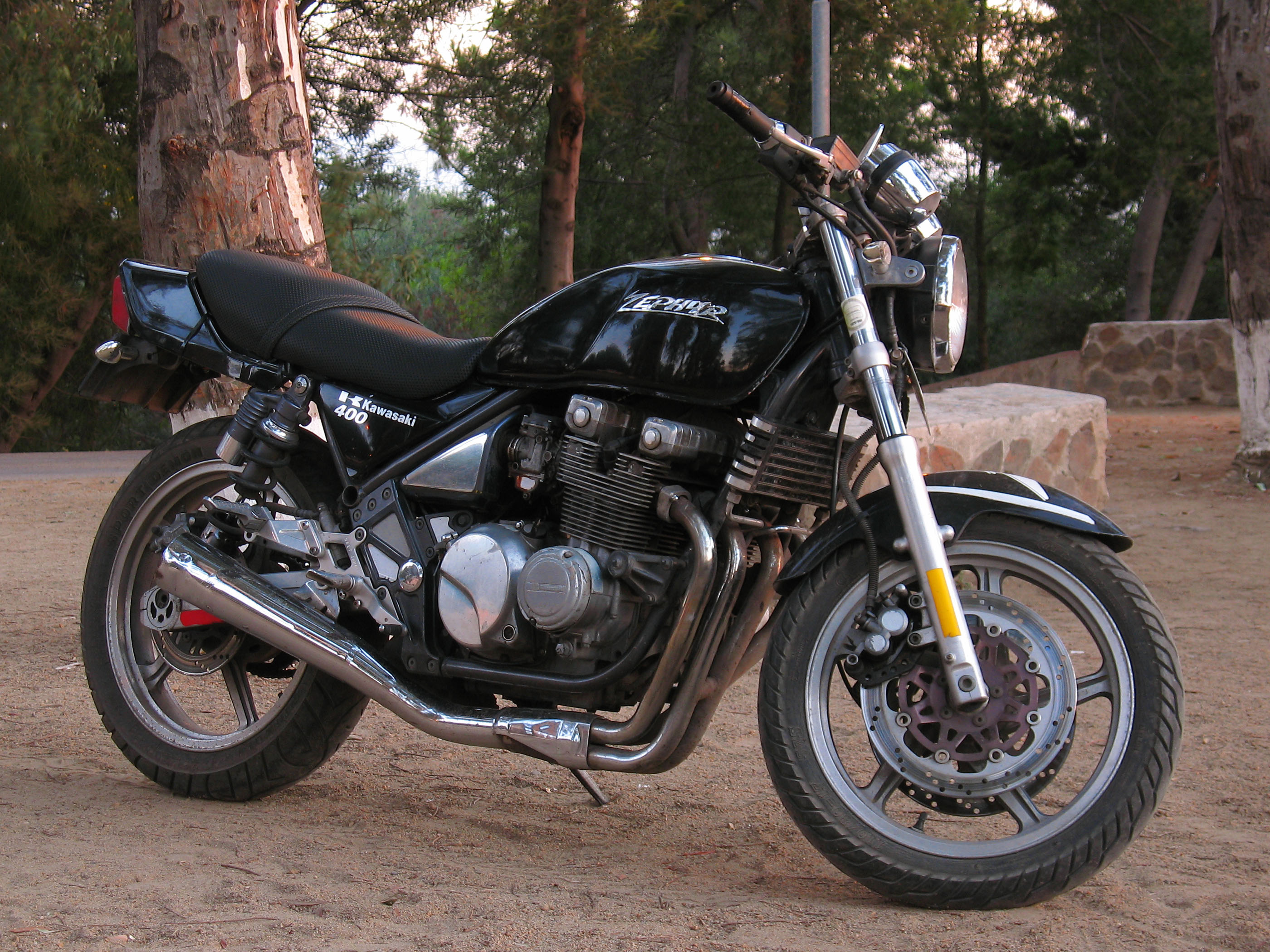
ゼファー 1992年式

カワサキ・ゼファー（ZEPHYR）とは、かつて川崎重工業が製造販売していたオートバイであり、排気量別にシリーズ車種として製造されていた。ゼファーの名はギリシャ神話の風神ゼピュロスの英名。同社は「西風」「そよ風」のイメージとして採用した。Zシリーズを想起するZで始まる英単語と、川崎重工業の二輪車製造拠点工場である兵庫県明石市から吹く業界への新風となる様にとの願いを込めて名付けられた経緯もある。また、ZEPHYRの名は主に国内向けのペットネーム（愛称）である。海外向けはZRを冠したモデル名（ZR550、ZR750、ZR1100）を軸として販売された。同社はZEPHYRシリーズを、公式動画サイト Z50th Brand History で「Zの名が冠されたモデル」として紹介。ZEPHYRシリーズを「Zの系譜」としている。エンジン面では400や550、750のZEPHYRが、かつての中型機(GPｚ400系、Z650系)のエンジンをリメイクして搭載した。1100は、KZ1300の後継機となる同社最高級機（ZG1200VoyagerⅫ）エンジンのクランクケースをベースに、ほぼ新設計した独自のエンジンを搭載した。

## 概要
1989年、レーサーレプリカ全盛期に、カウルなしの懐古的なスタイルを前面に押して登場した。これがフルカウル以外の選択肢を求めるユーザーに受け爆発的な売れ行きを見せ、「ネイキッドブーム」の立役者となる。メーカーによる自主規制の上限値を意識しない出力設定は、過熱しすぎていたカタログスペック競争に一石を投じることとなり、ユーザーのバイク選びのスタイルが変わるターニングポイントとなった。
このゼファーのヒットは、レプリカブームにおける販売不振により撤退も検討されていた川崎重工業の二輪車事業を、同社の大きな収益源に生まれ変わらせる原動力ともなった。
商標としてのZEPHYRは、アメリカの自動車メーカーであるフォード・モーターが自社製品（自動車）用として既に取得・使用
(フォード・ゼファー/マーキュリー・ゼファー)していたが、川崎重工業としてはどうしてもこのモデルにZEPHYRと名付けたいためにフォードとの交渉を行い、名称の使用権を得たという経緯がある。それまでの国内二輪メーカー四社の製造するオートバイでは、燃料タンクのメーカーロゴとサイドカバーの車種名という配置が一般的な表記であったなかで、それとは逆に燃料タンクに車種名「ZEPHYR」とサイドカバーにメーカーロゴ「Kawasaki」を配したデザインも、当時は非常に新鮮であった。
当初は400 ccモデルのみの計画であり、発売と同時に大量のバックオーダーを受けた際にも、「750 ccモデルは出すつもりはない」というリリースがオートバイ専門誌に掲載されたが、日本国外からの要望も強く、1990年に750 ccモデルの開発が開始し、続いて1100 ccモデルの開発も開始して、1992年に発売された。結果的に、どちらもロングヒット車種となっている。750 ccモデルは、大型自動二輪の教習車としても用いられている。
400 ccクラスでは、他社のネイキッドバイクに対抗するために4バルブ仕様のZEPHYRχ（ゼファーカイ・399 cc・53馬力）が1996年登場したが、2バルブ仕様の初代モデルも2年ほど並行してラインナップされ続けた。
2008年9月に自動車排出ガス規制が強化されることが決定したことから、750 ccモデル・1100 ccモデルとも2007年をもって一足速く販売終了となり、Z-1・Z-2の初期型モデルを髣髴させるグラフィック・パターンの「ファイナルエディション」が発売された。
400 ccモデルのゼファーχについては、規制強化後の2008年9月に生産終了が公表され、上位モデルと同様のファイナルカラー仕様が2009年3月に発売された。
同社の最後の空冷4気筒エンジン搭載車となり、これにより川崎重工業の900 Super Four（Z1）から続く空冷4気筒Zシリーズの歴史に幕を下ろした。

## 車両解説
エンジン
4ストローク DOHC 2バルブ 空冷直列4気筒エンジン
- ZEPHYR（400 cc） - 46馬力・排気量 398 cc - 1983年に登場したGPZ400系を改良したエンジン「ZR400AE」を搭載。
- ZEPHYR750 - 68馬力・738 cc - 1976年に登場したZ650系を改良したエンジン「ZR750CE」を搭載。
- ZEPHYR1100 - 86馬力・1062 cc - ZG1200VoyagerⅫのエンジンをベースに新設計された「ZRT10AE」型を搭載。

フレーム
鋼管ダブルクレードル
サスペション
- フロント：正立テレスコピック
- リア：ツインショック式スイングアーム方式

## モデル一覧

### ZEPHYR

#### 仕様沿革 (ZR400C)
ZEPHYR
- ZR400-C1（1989年）車体色：█キャンディアトランティックブルー／█キャンディカーディナルレッド
- ZR400-C2（1990年）車体色：█キャンディアトランティックブルー／█キャンディカーディナルレッド
- ZR400-C3（1991年）車体色：█キャンディアトランティックブルー／█ルミナスビンテージレッド
- ZR400-C4（1992年）車体色：█ルミナスビンテージレッド／█パールグリーニッシュブラック
- ZR400-C5（1993年）車体色：█ルミナスビンテージレッド／█パールパープリッシュブラックマイカ
- ZR400-C6（1994年）車体色：█ルミナスビンテージレッド／█パールパープリッシュブラックマイカ
- ZR400-C7（1995年）車体色：█ルミナスビンテージレッド／█パールパープリッシュブラックマイカ／█メタリックソニックブルー

ゼファー400のコンセプトは、馬力史上主義では無く、「ゆっくり景色を見ながら走ろう」のコンセプトで、公道メインのバイクとして生まれた。外観は、過去に人気が高かったZシリーズの各モデルを彷彿とさせるデザインとなっている。強度面と造形の美しさを両立した斬新なフレームワークも大きな特徴である。このデザインは1980年代のレーサーレプリカを見慣れた人の目と心に衝撃を与え、国内のデザイン業界全般にまで波及する「ゼファー現象」まで起きた。デザイン企画段階においては「自分が乗りたいと思うバイク」を念頭に企画が進められた経緯がある。

### ZEPHYRχ
ZEPHYRχ(ゼファーカイ)は1996年に発売。ゼファーをベースに、エンジンを2バルブ仕様から4バルブ仕様へとマルチバルブ化したことにより、46馬力から53馬力へパワーアップした。また、エンジン本体の仕上げ色は黒塗装に変更、テールカウルのデザインやエンジンのカムカバーがシャープさを増したものに変更された。この修正により発売前のデザイン原案により近い外観となり、洗練度が増した。
1997年には、足回りを中心に多数の変更を受けた。また、従来は単色無地だった外装に、初めてストライプラインのグラフィックが採用されている。ZEPHYRχは400、750、1100をあわせたシリーズ中、最もスポーティなモデルであり、サーキットでのスポーツ走行も可能な車体としている。

#### 仕様沿革 (ZR400G)
ZEPHYRχ
- ZR400-G1（1996年）
  - 車体色：█ルミナスビンテージレッド／█メタリックダークブロンズ／█ギャラクシーシルバー

- ZR400-G2（1997年）
  - 車体色：█ルミナスビンテージレッド／█エボニー／██パールロイヤルブルー×パールアルペンホワイト

- ZR400-G3（1998年）
  - 車体色：█メタリックダークブロンズ／█メタリックシャンパンゴールド／██エボニー×キャンディパーシモンレッド

- ZR400-G3A（1998年 - 1999年）
  - 車体色：█キャンディアトランティックブルー／█メタリックシャンパンゴールド／██ルミナスチェスナットブラウン×ルミナスタンジェリンオレンジ

- ZR400-G4（2000年）
  - 車体色：███ルミナスビンテージレッド／███メタリックノクターンブルー

- ZR400-G5（2001年）
  - 車体色：███キャンディカーディナルレッド／███エボニー

- ZR400-G6（2002年）
  - 車体色：███メタリックチェスナットブラウン／███ルミナスウインザーグリーン／██エボニー

- ZR400-G7（2003年）
  - 車体色：█パールミスティックブラック／███ルミナスウインザーグリーン

- ZR400-G8（2004年）
  - 車体色：██メタリックマジェスティックレッド／██メタリックスパークブラック

- ZR400-G9（2005年）
  - 車体色：██メタリックマジェスティックレッド／██エボニー

- ZR400G6F / G6FA（2006年）
  - 車体色：G6F██メタリックオーシャンブルー／G6FA██パールソーラーイエロー×エボニー

- ZR400G7F / G7FA（2007年）
  - 車体色：G7F██メタリックダークグリーン／G7FA██キャンディファイアレッド×エボニー

- ZR400G8F / G8FA（2008年）
  - 車体色：G8F███メタリックミッドナイトサファイアブルー／G8F██エボニー×キャンディプラズマブルー／G8FA██キャンディダイヤモンドオレンジ×キャンディダイヤモンドブラウン

### ZEPHYR550

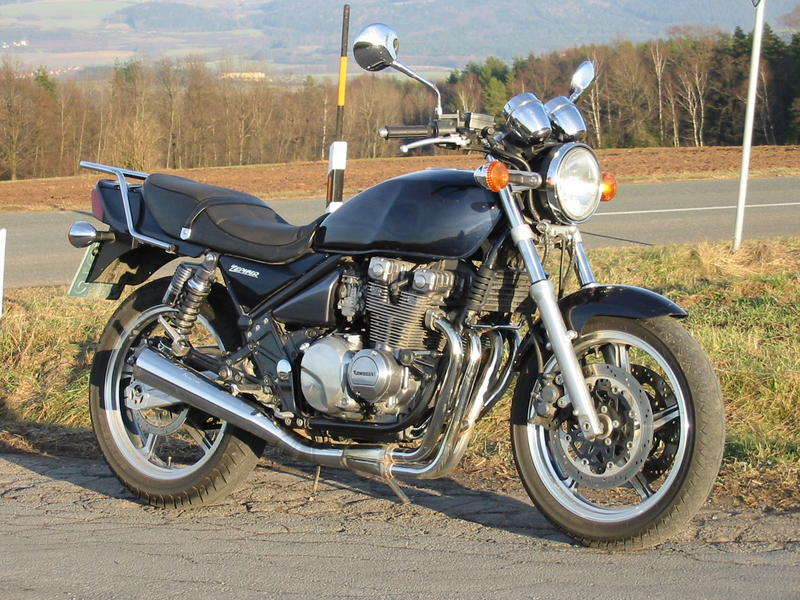
輸出仕様のZEPHYR550

ゼファー（400 cc）の派生モデルには輸出専用車のゼファー550がある。1990年の初期型（B1型）から1999年の最終型（B9型）まで製造された。
エンジン型式　KZ550DE
輸出先各国の規制に合わせてエンジン仕様が変更され、同一のモデルであってもそれぞれ出力が異なる。
アメリカ仕様やカナダ仕様では50 PSのフルパワーとなっており、最高出力により保険金額が異なる制度を取っていたドイツ仕様や排ガス規制の厳しいカリフォルニア州仕様では40 PSに満たない出力であるなど、スペックには大きな差がある。
なお、400 ccモデルとは違い、550 ccモデルでは4バルブ仕様の「χ」としての更新はなかった。
国内仕様のゼファー(ZR400C)との相違点は、排気量以外にスピードメーターがフルスケール(140 mph、230 km/hの併記)になりオドメーター・トリップメーターはマイル表示、マフラーも輸出仕様の刻印の入った専用のものになる。また、リアフェンダーの両サイドとオイルクーラーの左右にリフレクターが装着されているのもゼファー(ZR400C)との相違点である。
ZR400Cの発売の翌年から逆輸入車(北米仕様)が日本国内でも販売されていたが登録台数は非常に少ない。

#### 仕様沿革 (ZR550B)
ZEPHYR550
ZR550-B1（1990年）
ZR550-B2（1991年）
ZR550-B3（1992年）
ZR550-B4（1993年）
ZR550-B5（1994年）
ZR550-B6（1995年）
ZR550-B7
ZR550-B8
ZR550-B9

### ZEPHYR750 / 750RS
ゼファー750は、ゼファーシリーズの特徴となったノンカウル、パイプ鋼管フレーム、丸目一灯ヘッドライト、空冷直列4気筒エンジン、2本リヤサスなどを踏襲し、左右2本出しのメガフォンマフラーを装備するモデルである（400 ccのゼファーは右側1本出しの集合マフラー）。デザイン面の担当者が400や1100とは異なり、肉厚で湾曲した燃料タンクとテールが特徴。往年のZ750FXIIを彷彿とさせるシルエットとなっている。エンジン外観は、丸型カムカバーの造形が旧Zを彷彿とさせるが、z1 /z2系統では無くz650がベース。フレームワークは400や後の1100のような斬新なデザインではなく、1970年代によくみられた伝統的ダブルクレードル形状でシリーズ中、最も中懐古色が強い。本来は中型機であるz650系統をベースとしたことから、空冷４気筒の750モデルとしては比較的コンパクト。足付き性がよく、小柄な人が多い日本人を中心に人気が高かった。
2004年モデルのC10型では、エンジンの塗装色がそれまでの銀色から黒色に変更。エンブレムに関しては、それまでのタンク側の「ZEPHYR」とサイドカバー側の「750」から、タンク側「Kawasaki」サイドカバー側「ZEPHYR750」に変更された。また、マフラーもメガフォン形状のサイレンサー部分がそれまでより延長されている。

2007年1月19日には「ファイナルエディション」が発売された。グラフィックには、1973年式Z2初期型をイメージさせる茶色とオレンジ色の通称「ファイヤーボール」「火の玉」パターンを施され、艶消し黒仕上げのホイールを採用。素材を改良されたシートや、艶有り黒塗装で仕上げられたフレーム、サイドカバーの「750 DOUBLE OVER HEAD CAMSHAFT」エンブレムなど、特別仕様となっている。

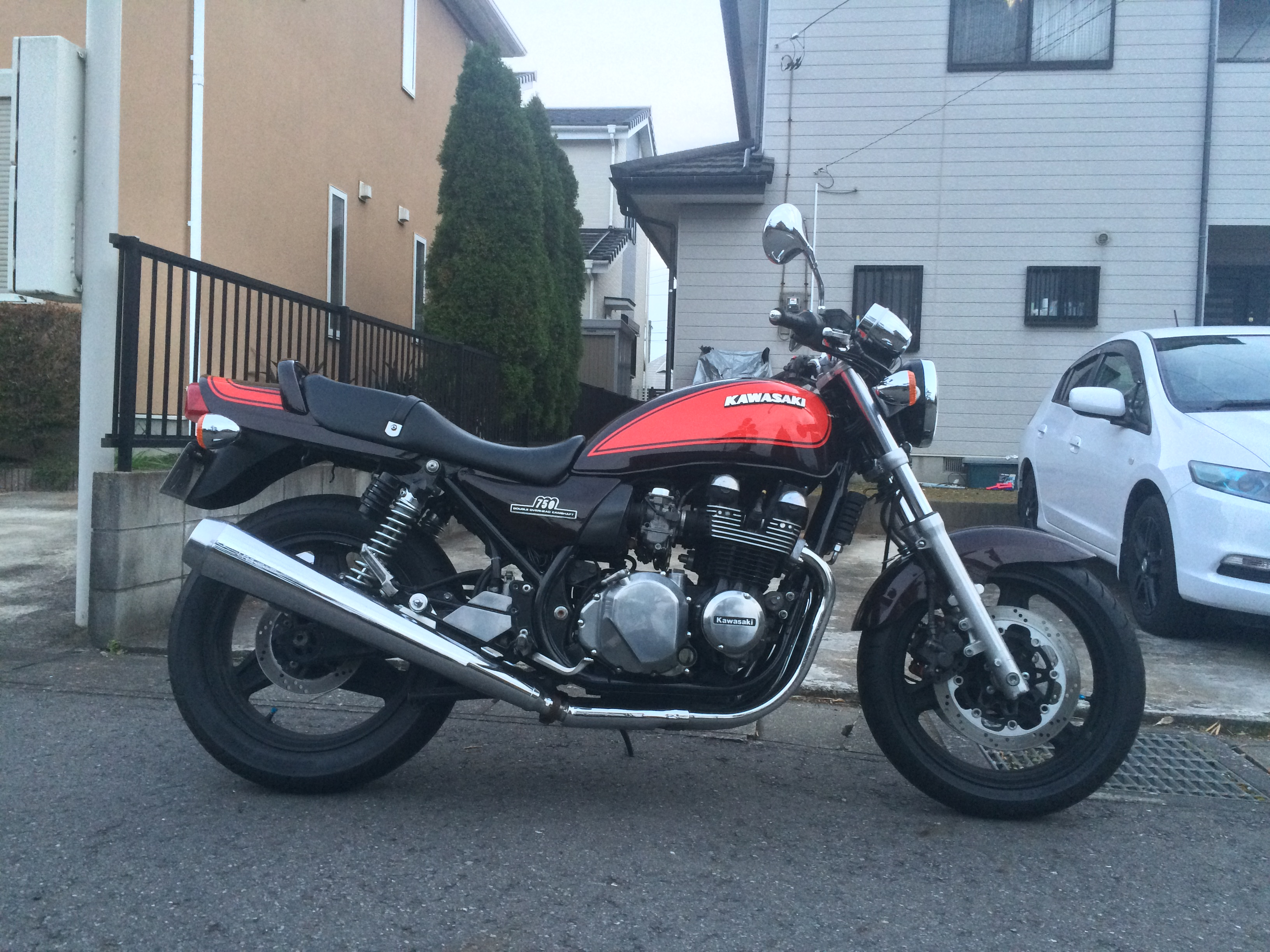
ファイナルエディション

派生モデルであるゼファー750RSが1996年から2003年まで併売された。ホイールは標準仕様のキャストホイールからチューブタイヤを使用するスポークホイールに変更。エンブレムも標準仕様とは違い、タンク側は「Kawasaki」およびサイドカバー側は「ZEPHYR750」とされた。初期のゼファー750では単色カラーのラインナップだったのに対し、ゼファーRSではファイヤーボール風のグラフィックが初期モデルから採用されていた。
また、1999年式・2001年式・2002年モデルでは、ゼファー750・ゼファー750RSともに共通の「タイガーパターン」風のグラフィックを採用している。1999年式モデルでは1974年式Z2Aと同様の配色によるグラフィックとなっており、2002年式モデル・2003年モデルでは1975年式Z2A後期型と同様の配色となっている。

#### 仕様沿革 (ZR750C/D)

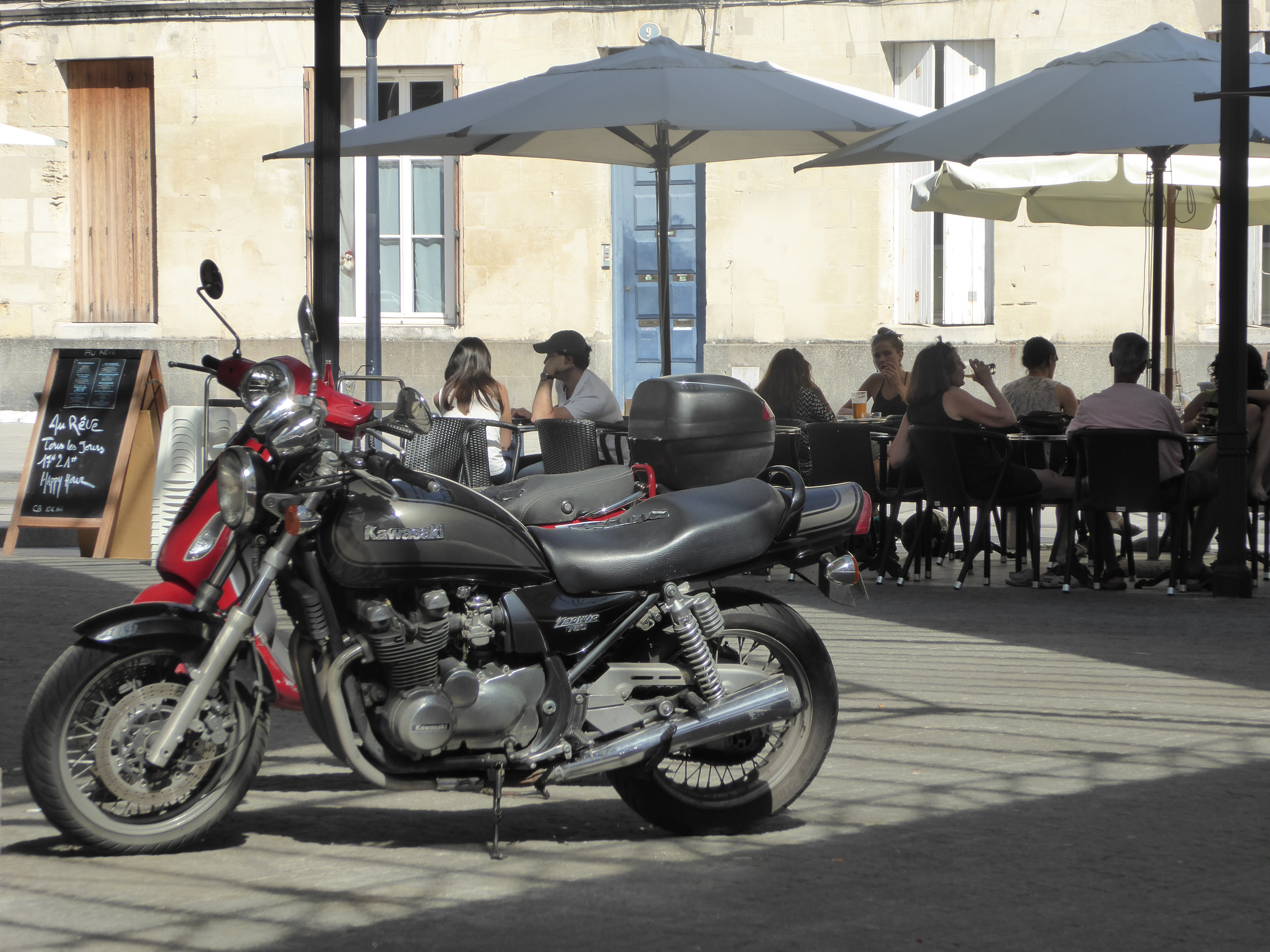
輸出仕様のZEPHYR750RS（D1）

ZEPHYR750
ZR750-C1（1991年）車体色：█キャンディアトランティックブルー
ZR750-C2（1992年）車体色：█キャンディアトランティックブルー／█ルミナスビンテージレッド
ZR750-C3（1993年）車体色：█キャンディアトランティックブルー／█ルミナスビンテージレッド
ZR750-C4（1994年）車体色：█キャンディアトランティックブルー／█ルミナスビンテージレッド
ZR750-C5（1995年 - 1998年）車体色：█キャンディアトランティックブルー／█ルミナスビンテージレッド
ZR750-C6（1999年 - 2000年）車体色：█エボニー／███ルミナスウインザーグリーン
ZR750-C7（2001年）車体色：█キャンディアマランスレッドマイカ／███メタリックノクターンブルー
ZR750-C8（2002年）車体色：█パールミスティックブラック／███メタリックチェスナットブラウン／██エボニー
ZR750-C9（2003年）車体色：█パールミスティックブラック／███メタリックチェスナットブラウン
ZR750-C10（2004年）車体色：█メタリックマジェスティックレッド／██メタリックスパークブラック
ZR750-C11（2005年）車体色：██メタリックマジェスティックレッド／██エボニー
ZR750-C6F / C6FA（2006年）車体色：C6F██メタリックオーシャンブルー／C6FA██パールソーラーイエロー×エボニー
ZR750-C6S / C6SA（2007年）車体色：C6S██メタリックダークグリーン／C6SA██キャンディダイヤモンドオレンジ×キャンディダイヤモンドブラウン

ZEPHYR750RS
ZR750-D1（1996年 - 1997年）車体色：██エボニー×メタリックグレーストーン
ZR750-D3（1998年）車体色：██ルミナスチェスナットブラウン×ルミナスタンジェリンオレンジ／██ギャラクシーシルバー×パールジェントリーグレー
ZR750-D4（1999年 - 2000年）車体色：███ルミナスウインザーグリーン
ZR750-D5（2001年）車体色：███メタリックノクターンブルー
ZR750-D6（2002年 - 2003年）車体色：███メタリックチェスナットブラウン

### ZEPHYR1100 / 1100RS
ゼファー1100は、ゼファーシリーズの成功からフラッグシップとして企画・開発され、同シリーズとしては異例ともいえる高コスト部品を採用する設計が行われたモデル。外観は、ノンカウル、パイプ鋼管フレーム、丸目一灯ヘッドライト、空冷直列4気筒エンジン、2本リヤサス、左右2本出しのメガフォンマフラーなどを装備する伝統的なスタイルとした。デザイン担当者はZEPHYRχ（400 cc）と同一で、ボリューム感とシャープさを両立させた秀逸なデザインとしている。特徴的なフレームの構造は400と似ており、ネックとスイングアームピボットを直線的に結ぶ、斬新かつ強度的に優れたダブルクレードルフレームを装備する。エンジン外観は大型の空冷エンジンをアピールする端正なデザインで、角型のカムカバーや曲面を多様した深いフィンを特徴とする。カムカバーは、750が通称「丸型Z」のエンジン外観を模したのに対し、1100は400と同様、ZEPHYRオリジナルのデザインとした。
エンジンは、KZ1300の後継機となる同社最高級機（ZG1200VoyagerⅫ）エンジンのクランクケースをベースにほぼ新設計した。開発当時、Z-1系の流れをくむZ1000Pのエンジンはあったが、旧態な組み立てクランクを理由に採用は見送られた。これにより1100エンジンは、Z-1系で採用されなかった一体型のクランク（Z-1系は組み立てクランク）を装備したのに加え、Z-1系の利点であるギア式の一次駆動をも併せて装備した同社唯一の空冷４気筒となった（他のZEPHYRの一次駆動はチェーン式）。これに新設計のツインプラグのヘッドと新設計のシリンダーブロックを組み合わせたことで、高耐久かつ、近代的な設計の空冷４気筒となった。これを一因として、かつてカワサキ車でレース活動していたモリワキエンジニアリングが1100エンジンの屈強さを評価し、1999年に「ZEPHYR1100モリワキモンスターレーサー」としてレースデビューさせた経緯がある。

ZEPHYR1100は、大型な空冷エンジンを積む割にはコンパクト。高めのハンドルに加え、低重心で足付き性がよく取り回しがしやすい。半面、車体は旧Zから飛躍的に強化されており、「車重増を抑え車体強化したマシン」とするのが同車に対する正しい評価である。また、車重が増える要因でありながら、あえて外観要所に高品質で美しい金属部品を多く採用した点も特筆すべき点である。

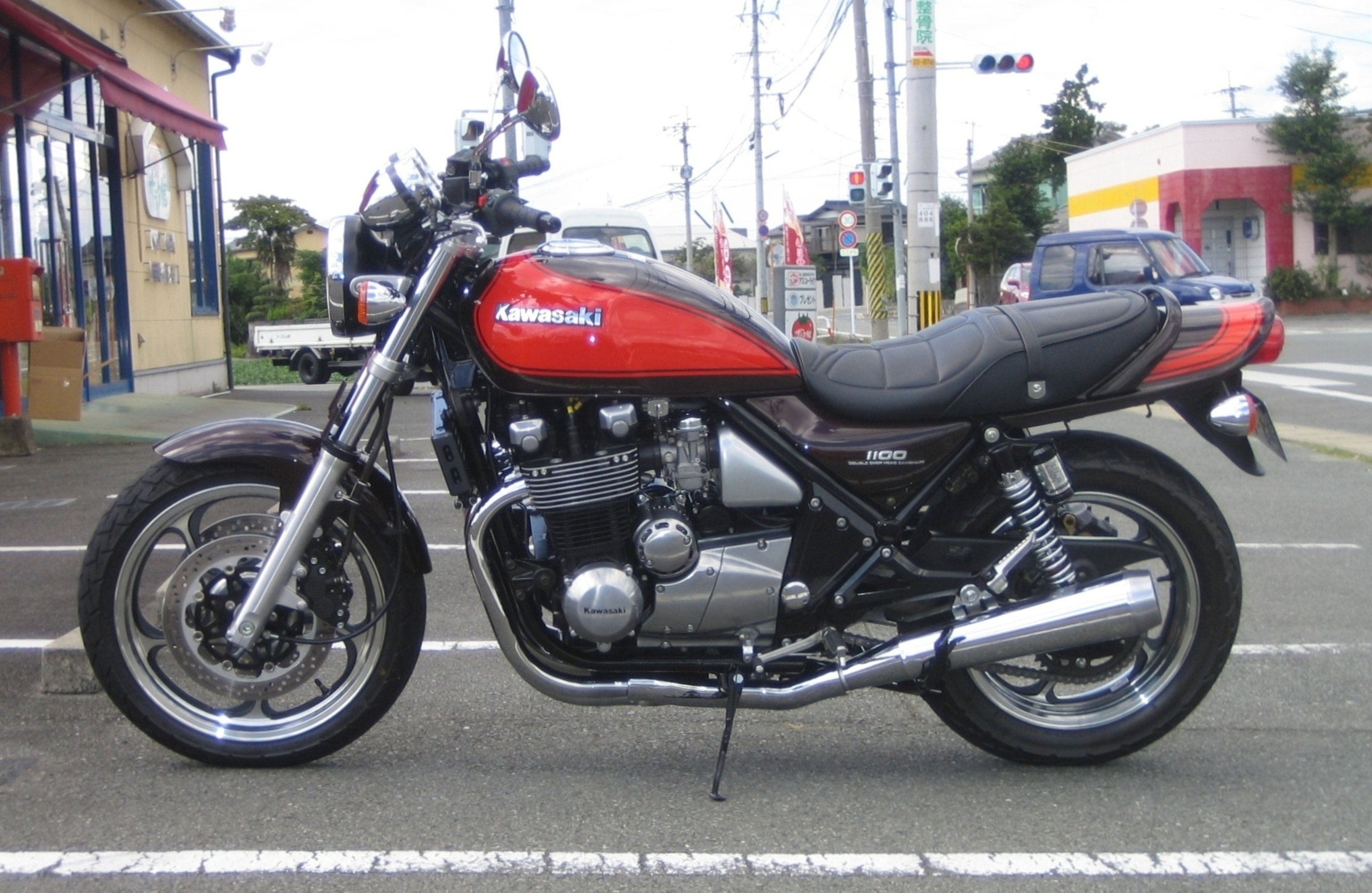
ZR1100-A6SA ファイナルエディション(2007年)

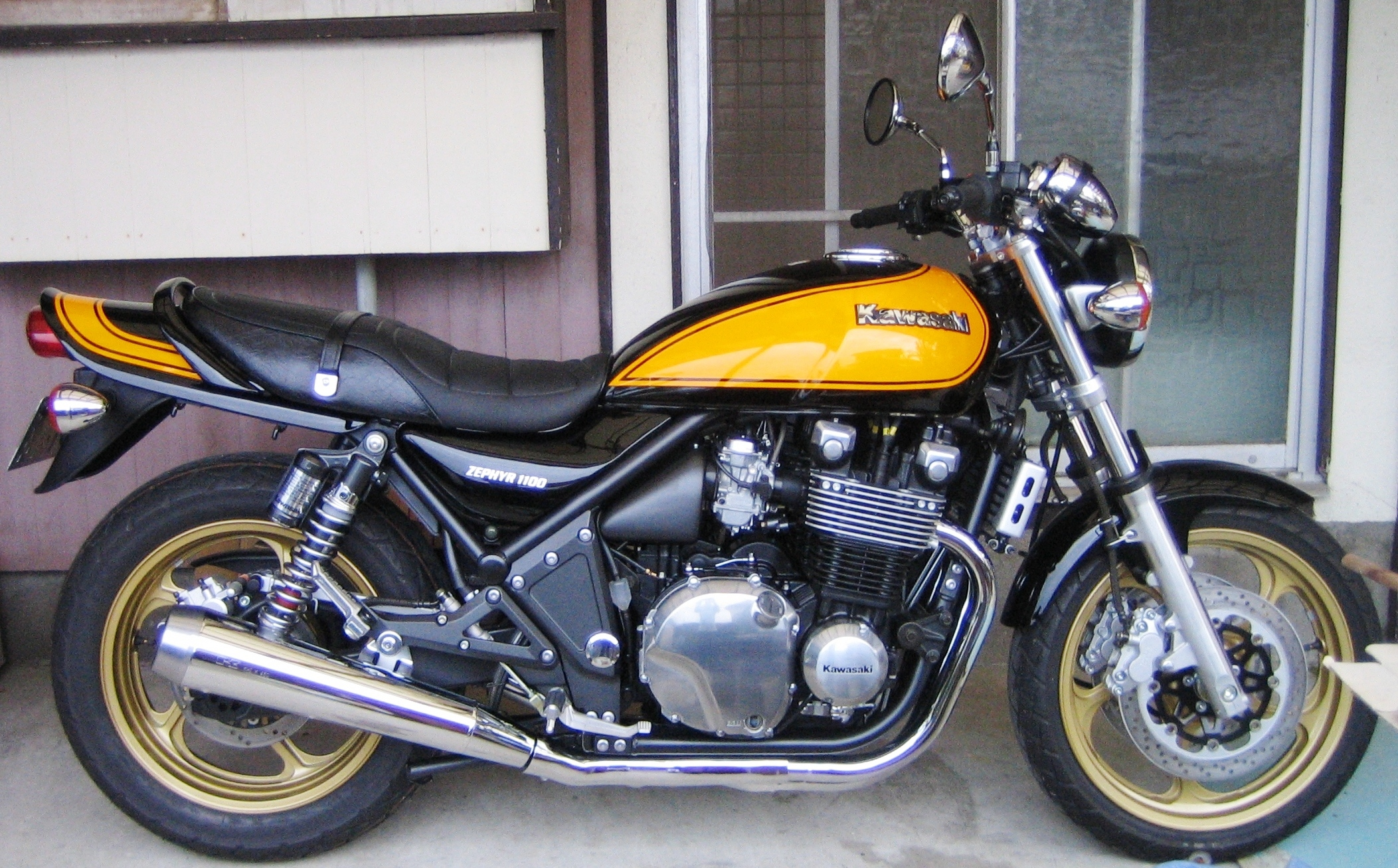
ZR1100-A6FA パールソーラーイエロー×エボニー（2006年）

1996年から2003年まで派生モデルであるゼファー1100RSが併売された。ホイールは標準仕様のキャストホイールからチューブタイヤを使用するスポークホイールに変更。エンブレムも標準仕様とは違い、タンク側は「Kawasaki」およびサイドカバー側は「ZEPHYR1100」とされた。シリーズのイメージカラーのひとつであるファイヤーボール風のグラフィックは、750 ccモデルには採用されていたがゼファー1100RSでは用いられる事はなかった。一方、B2型のパールコスミックグレーは1100RSのみに採用された専用色といえる。なお、1999年式から2003年式のモデルではゼファー1100と共通のグラフィックが採用されていた。
2004年モデルのA9型では、エンジンの塗装色がそれまでの銀色から黒色に変更。エンブレムに関しては、それまでのタンク側の「ZEPHYR」とサイドカバー側の「1100」から、タンク側「Kawasaki」サイドカバー側「ZEPHYR1100」に変更された。
2007年1月19日には最終仕様「ファイナルエディション」が発売された。タンクやサイドカバー、リアカウルなどカラー部品には、色の境目の塗装段差を無くし、色の深みを増した「３層ハンドペイント」のファイヤーボール・パターン塗装を施すなど特別仕様車とした。2004年のA9型以降では途絶えていた美しいリム切削仕上げのホイールを採用。シートは表皮素材をより高級志向とし、艶有り黒塗装で仕上げられたフレームやスウィングアーム、リアサスに加え、エアクリーナー・アルミカバーのメッキ仕上げ変更、サイドカバーの「1100 DOUBLE OVER HEAD CAMSHAFT」立体エンブレム採用など、工芸品的な美しさを持つ。また、カラー部分の外観は、2002年のA7型のシール併用グラフィックのファイヤーボール・パターンと似ているが、A7とは色彩面が微妙に異なる。2006年発売のA6FAパールソーラーイエロー×エボニー（通称イエローボール・パターン）も、シール併用グラフィックだったことから、ハンドペイントはファイナルエディションのみの特別仕様となってる。

#### 仕様沿革 (ZR1100A/B)
ZEPHYR1100
ZR1100-A1（1992年）車体色：█ルミナスビンテージレッド／█パールグリーニッシュブラック
ZR1100-A2（1993年）車体色：█ルミナスビンテージレッド／█パールパープリッシュブラックマイカ
ZR1100-A3（1994年）車体色：█ルミナスビンテージレッド／█パールパープリッシュブラックマイカ
ZR1100-A4（1995年 - 1998年）車体色：█ルミナスビンテージレッド／█パールパープリッシュブラックマイカ／█ギャラクシーシルバー
ZR1100-A5（1999年 - 2001年）車体色：█パールパープリッシュブラックマイカ／███メタリックノクターンブルー
ZR1100-A7（2002年）車体色：█パールミスティックブラック／███メタリックチェスナットブラウン／██ルミナスチェスナットブラウン×ルミナスタンジェリンオレンジ
ZR1100-A8（2003年）車体色：█パールミスティックブラック／███メタリックチェスナットブラウン
ZR1100-A9（2004年）車体色：█メタリックマジェスティックレッド／██メタリックスパークブラック
ZR1100-A10（2005年）車体色：██メタリックマジェスティックレッド／██エボニー
ZR1100-A6F / A6FA（2006年）車体色：A6F██メタリックオーシャンブルー／A6FA██パールソーラーイエロー×エボニー
ZR1100-A6S / A6SA（2007年）車体色：A6S██メタリックダークグリーン／A6SA██キャンディダイヤモンドオレンジ×キャンディダイヤモンドブラウン

ZEPHYR1100RS
ZR1100-B1（1996年）車体色：█エボニー
ZR1100-B2（1997年 - 1998年）車体色：██パールコスミックグレー
ZR1100-B3（1999年 - 2001年）車体色：███メタリックノクターンブルー
ZR1100-B5（2002年 - 2003年）車体色：███メタリックチェスナットブラウン